# Цифровая бесконечность
Цифровая бесконечность — это технический термин в теоретической лингвистике. Альтернативные формулировки — «дискретная бесконечность» и «бесконечное использование конечных средств». Идея заключается в том, что все человеческие языки следуют простому логическому принципу, согласно которому ограниченный набор цифр — несводимых атомарных звуковых элементов — комбинируется для создания бесконечного ряда потенциально значимых выражений.

«Язык — это, по своей сути, система, которая является одновременно цифровой и бесконечной. Насколько мне известно, нет другой биологической системы с такими свойствами...»— Ноам Хомский

Нам остаётся исследовать духовный элемент речи ... это чудесное изобретение состоит из двадцати пяти или тридцати звуков бесконечного разнообразия слов, которые, хотя и не имеют никакого сходства сами по себе с тем, что проходит через наши умы, тем не менее не перестают открывать другим все тайны разума и делать понятным, для тех, кто не может проникнуть в разум, всё, что мы задумываем, и все разнообразные движения наших душ— Антуан Арно и Клод Ланселот

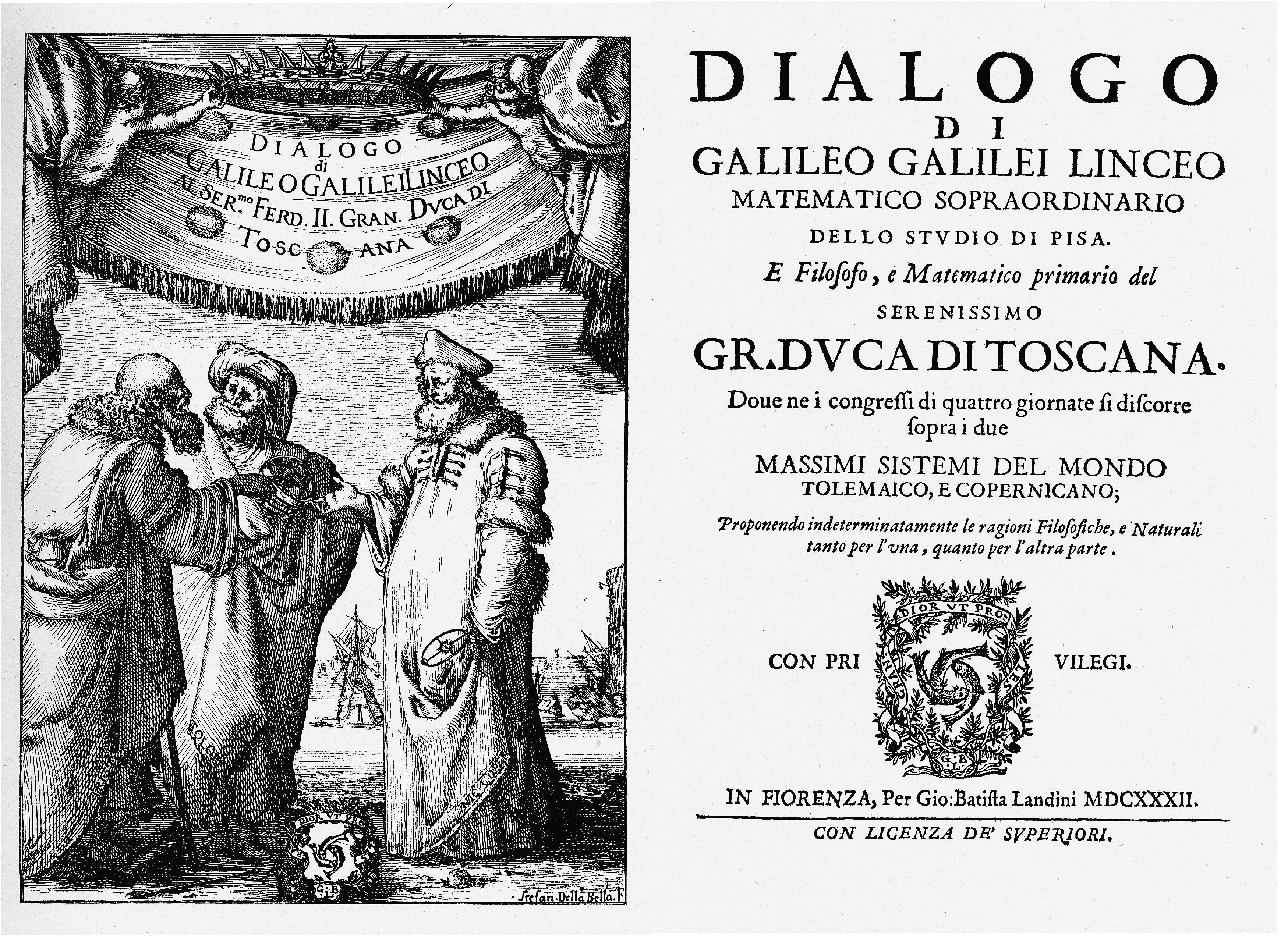
Фронтиспис и титульный лист «Диалога»

Ноам Хомский цитирует Галилея как, возможно, первого, кто осознал важность цифровой бесконечности. Этот принцип, отмечает Хомский, является «основным свойством человеческого языка и одним из его отличительных свойств: использование конечных средств для выражения неограниченного набора мыслей». В своём Диалоге Галилей с удивлением описывает открытие, позволяющее передать свои «самые тайные мысли любому другому человеку … не сложнее, чем различные сочетания двадцати четырёх маленьких символов на бумаге». «Это величайшее из всех человеческих изобретений», — продолжает Галилей, отмечая, что оно «сравнимо с творениями Микеланджело».

## Вычислительная теория разума
«Цифровая бесконечность» соответствует механизму «универсальной грамматики» Ноама Хомского, задуманному как вычислительный модуль, каким-то образом вставленным в «беспорядочный» (не цифровой) мозг Homo Sapiens. Эта концепция человеческого познания — центральная в так называемой «когнитивной революции» 1950-х и 1960-х годов — обычно приписывается Алану Тьюрингу, который был первым учёным, утверждавшим, что созданная человеком машина «думает». Но его часто забываемый вывод, однако, соответствовал предыдущим наблюдениям о том, что «думающая» машина была бы абсурдной, поскольку у нас нет формального представления о том, что такое «мышление», — и действительно, по-прежнему нет. Хомский часто указывал на это. Он согласился с тем, что разум «вычисляет» — поскольку у нас есть некоторое представление о том, что такое вычисления, и некоторые веские доказательства того, что мозг делает это, по крайней мере, на каком-то уровне, — мы, однако, не можем утверждать, что компьютер или любая другая машина «думает», потому что не имеем чёткого определения того, что такое мышление. Взяв пример того, что называется «сознанием», Хомский сказал: «У нас даже нет плохих теорий» — вторя известной критике физиков о том, что теория «даже не ошибочна». Из основополагающей статьи Тьюринга 1950 года «Вычислительная техника и интеллект», опубликованной в Mind, Хомский приводит пример подводной лодки, о которой говорят, что она «плывёт». Тьюринг явно высмеял эту идею. «Если вы хотите назвать это плаванием, прекрасно», — говорит Хомский, неоднократно объясняя в печати и видео, как Тьюринга постоянно неправильно понимают в этом, одном из его наиболее цитируемых наблюдений.
Ранее идея мыслящей машины была отвергнута Рене Декартом как теоретически невозможная. Ни животные, ни машины не могут мыслить, настаивал Декарт, поскольку у них отсутствует данная Богом душа. Тьюринг был хорошо осведомлён об этом традиционном теологическом выражении и открыто возражал ему.
Современные цифровые компьютеры являются воплощением теоретического прорыва Тьюринга в представлении о возможности создания универсальной мыслящей машины, известной в настоящее время как «машина Тьюринга». Ни один физический механизм не может быть по своей сути «цифровым», объяснил Тьюринг, поскольку при достаточно тщательном рассмотрении его возможные состояния будут варьироваться без ограничений. Если большинство из этих состояний можно выгодно проигнорировать, оставив лишь ограниченный набор значимых различий, тогда функционально машину можно считать «цифровой».

Цифровые компьютеры, рассмотренные в последнем разделе, могут быть классифицированы как «машины с дискретным состоянием». Это машины, которые резкими скачками или щелчками переходят из одного вполне определенного состояния в другое. Эти состояния достаточно различны, чтобы можно было игнорировать возможность путаницы между ними. Строго говоря, таких машин не существует. Все действительно движется непрерывно. Но есть много видов машин, которые можно рассматривать как машины с дискретным состоянием. Например, при рассмотрении переключателей для системы освещения удобной считать, что каждый переключатель должен быть определенно включен или определенно выключен. Должны быть промежуточные позиции, но в большинстве случаев мы можем забыть о них.— Алан Тьюринг
Подразумевается, что «цифр» не существует: они и их комбинации — не более чем удобные фикции, действующие на уровне, совершенно независимом от материального, физического мира. В случае двоичной цифровой машины выбор в каждой точке ограничен «включено» или «выключено». Внутренние свойства носителя, используемого для кодирования сигналов, не влияют на передаваемое сообщение. «Выключено» (или, альтернативно, «включено») остается неизменным независимо от того, состоит ли сигнал из дыма, электричества, звука, света или чего-либо ещё. В случае аналоговых (больше или меньше) градаций это не так, потому что диапазон возможных настроек не имеет ограничений. Более того, в аналоговом случае имеет значение, какая конкретная среда используется: приравнять определённую интенсивность дыма к соответствующей интенсивности света, звука или электричества просто невозможно. Другими словами, только в случае цифровых вычислений и связи информация может быть действительно независимой от физических, химических или других свойств материалов, используемых для кодирования и передачи сообщений.
Таким образом, цифровые вычисления и связь работают независимо от физических свойств вычислительной машины. Когда в 1950-х годах учёные и философы переваривали выводы, они использовали это понимание, чтобы объяснить, почему «разум», по-видимому, действует на таком отличном от «материи» уровне. Знаменитое различие Декарта между бессмертной «душой» и смертным «телом» было концептуализировано вслед за Тьюрингом как не более чем различие между (закодированной в цифровой форме) информацией с одной стороны, а с другой — конкретной физической средой — свет, звук, электричество или что-то ещё — выбранные для передачи соответствующих сигналов. Обратите внимание, что декартовское допущение о независимости разума от материи подразумевает — по крайней мере, в случае человека — существование какого-либо цифрового компьютера, работающего внутри человеческого мозга. 

Информация и вычисления заключены в шаблоны данных и логических связях, которые не зависят от физического носителя, который их переносит. Когда вы звоните матери в другой город, сообщение остается таким же, каким оно слетает с ваших губ к ее ушам, даже если оно физически меняет свою форму: от вибрации воздуха к электричеству в проводе, к зарядам в кремнии, мерцающему свету в оптоволоконном кабеле, электромагнитным волнам, а затем в обратном порядке. ... Точно так же данная программа может выполняться на компьютерах, сделанных из электронных ламп, электромагнитных переключателей, транзисторов, интегральных схем или хорошо обученных голубей, и выполняет те же функции по тем же причинам. Это понимание, впервые высказанное математиком Аланом Тьюрингом, компьютерными учеными Аланом Ньюэллом, Гербертом Саймоном и Марвином Мински, а также философами Хилари Патнэм и Джерри Фодором, теперь называется вычислительной теорией разума. Это одна из величайших идей в интеллектуальной истории, поскольку она решает одну из загадок, составляющих «проблему разума и тела»: как связать эфирный мир смысла и намерений, составляющий основу нашей ментальной жизни, с физическим куском материи, таким как мозг. ... На протяжении тысячелетий это было парадоксом. ... Вычислительная теория разума разрешает этот парадокс.— Стивен Пинкер

## Цифровой аппарат
Тьюринг не утверждал, что человеческий разум действительно представляет собой цифровой компьютер. Более скромно он предположил, что однажды цифровые компьютеры могут рассматриваться в человеческих глазах как машины, наделенные «интеллектом». Однако вскоре философы (в первую очередь Хилари Патнэм) сделали, казалось бы, следующий логический шаг, утверждая, что человеческий разум сам по себе является цифровым компьютером или, по крайней мере, некоторые ментальные «модули» лучше всего понимаются именно таким образом.
Ноам Хомский прославился как один из самых смелых сторонников «когнитивной революции». Он предположил, что язык — это вычислительный «модуль» или «устройство», уникальное для человеческого мозга. Раньше лингвисты рассматривали язык как приобретенное культурное повеление: хаотически изменчивое, неотделимое от социальной жизни и, следовательно, выходящее за рамки естественных наук. Швейцарский лингвист Фердинанд де Соссюр, например, определил лингвистику как ветвь «семиотики», которая в свою очередь, неотделима от антропологии, социологии и изучения искусственных условностей и институтов. Вместо этого изображая язык как естественный механизм «цифровой бесконечности», Хомский обещал привнести научную строгость в лингвистику как отрасль строго естественных наук.

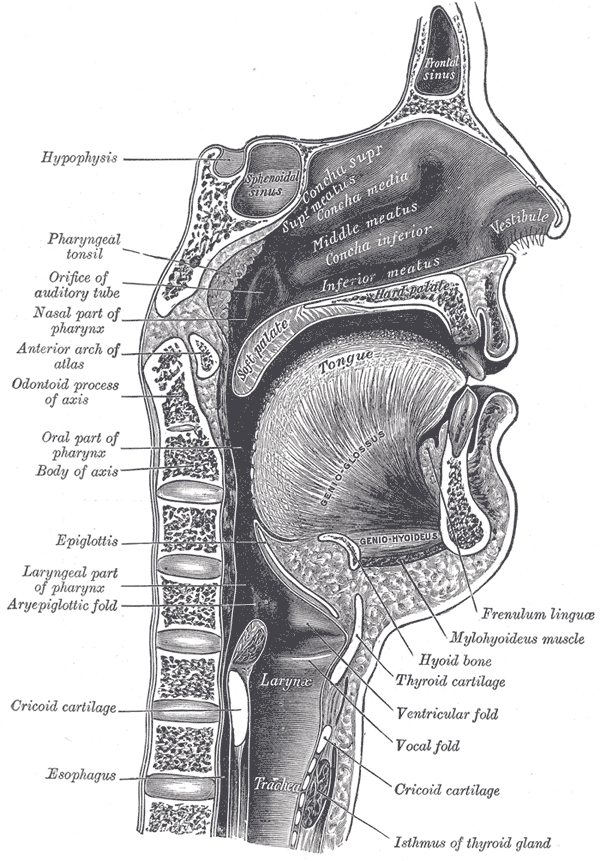
Речевой аппарат человека в сагиттальном разрезе

В 1950-х годах фонология в целом считалась наиболее строго научной отраслью лингвистики. Для фонологов «цифровая бесконечность» стала возможной благодаря человеческому речевому аппарату, который рассматривался как своего рода машина, состоящая из небольшого числа двоичных переключателей. Например, «озвучивание» может быть «включено» или «выключено», как и палатализация, назализация и так далее. Возьмите, к примеру, согласную [b], и переключите озвучивание в положение «выключено» — и вы получите [p]. Таким образом, каждая возможная фонема в любом из языков мира может быть сгенерирована путем определения конкретной конфигурации включения / выключения переключателей («артикуляторов»), составляющих человеческий речевой аппарат. Этот подход получил известность как теория «отличительных черт», в значительной степени приписываемая русскому лингвисту Роману Якобсону. Основная идея заключалась в том, что каждая фонема в любом естественном языке в принципе может быть сведена к её несводимым атомарным компонентам — набору вариантов включения или выключения («отличительных особенностей»), допускаемых конструкцией цифрового устройства, состоящего из человеческого языка, мягкого неба, губ, гортани и так далее.
Оригинальная работа Хомского была написана в области морфофонемики. В 1950-х годах он был вдохновлен перспективой распространения подхода Романа Якобсона к «отличительным чертам» — ныне чрезвычайно успешного — далеко за пределы его первоначальной области применения. Якобсон уже убедил молодого социального антрополога Клода Леви-Стросса — применить теорию отличительных черт к изучению систем родства, положив таким образом начало «структурной антропологии». Хомский, который получил работу в Массачусетском технологическом институте благодаря вмешательству Якобсона и его ученика Морриса Галле, надеялся изучить степень, в которой аналогичные принципы могут быть применены к различным дисциплинам лингвистики, включая синтаксис и семантику. Если фонологический компонент языка очевидно укоренился в цифровом биологическом «органе» или «устройстве», то почему бы синтаксическому и семантическому компонентам не быть такими же? Не может ли язык в целом оказаться цифровым органом или устройством?
Это привело некоторых первых учеников Хомского к идее «генеративной семантики» — предположению, что говорящий порождает значения слов и предложений, путем комбинации несводимых составных элементов значения, каждый из которых может быть «включен» или «выключен». Чтобы произвести «холостяк», используя эту логику, соответствующий компонент мозга должен переключить «одушевленный», «человек» и «мужской» в положение «включено» (+), при этом оставив «женат» выключенным (-). Основное предположение здесь заключается в том, что необходимые концептуальные примитивы — несводимые понятия, такие как «одушевленный», «мужской», «человек», «женатый» и так далее, — являются генетически детерминированными внутренними компонентами человеческого языкового органа. Эта идея быстро столкнулась с интеллектуальными трудностями, вызывая споры, кульминацией которых стали так называемые «лингвистические войны», описанные в одноимённой публикации Рэнди Аллена Харриса 1957 года. Лингвистические войны привлекли молодых и амбициозных ученых, впечатленных недавним появлением информатики и её обещаниями научной экономии и унификации. Если бы теория работала, простой принцип цифровой бесконечности был бы применим к языку в целом. Тогда лингвистика смогла бы претендовать на желанный статус естественной науки. Никакая часть дисциплины — даже семантика — больше не должна быть «загрязнена» ассоциациями с такими «ненаучными» дисциплинами, как культурная антропология или социальная наука.